# 헬멧때까치류
헬멧때까치류(helmetshrikes)는 참새목 큰부리때까치과에 속하는 조류의 일부이다. 과거에는 별도의 헬멧때까치과(Prionopidae)로 분류하기도 했지만 현재는 큰부리때까치과에 포함하여 분류한다.

## 특징
관목 지대나 앞이 트인 삼림 지대에서 발견되는 아프리카 조류군이다. 관목이나 나무 가지에서 곤충이나 작은 먹이를 사냥하는 때까치류와 먹는 습성이 유사하다. 깔끔하게 잘 숨겨진 둥지에 2~4개의 알을 낳는다.

## 하위 종
| - P. plumatus - P. poliolophus - P. alberti - P. caniceps | - P. rufiventris - P. retzii - P. gabela - P. scopifrons |